# Historia lewicy we Francji
Lewica we Francji na początku XX wieku reprezentowana była przez dwie główne partie polityczne, Partię Republikańską, Radykalną i Radykalno-Socjalistyczną oraz utworzoną w wyniku połączenia w 1905 mniejszych organizacji marksistowskich Francuską Sekcję Międzynarodówki Robotniczej (SFIO). W 1914 po zabójstwie lidera SFIO Jeana Jaurèsa, który głosił poglądy pacyfistyczne i antymilitarne, partia dołączyła do Świętej Unii (Union Sacrée) czyli porozumienia między rządem a partiami robotniczymi i związkami zawodowymi. W następstwie rewolucji rosyjskiej w 1917 roku i powstania Związku Spartakusa w Niemczech, francuska lewica podzieliła się na frakcje reformistyczną i rewolucyjną, w 1920 roku w czasie kongresu w Tours, wielu działaczy SFIO przyłączyło się do Francuskiej Sekcji Międzynarodówki Komunistycznej (SFIC).

## Lewica i Prawica we Francji
Podział na lewicę i prawicę narodził się w trakcie posiedzeń Zgromadzenia Narodowego w 1789 roku (w którym bardziej radykalne stronnictwa, zasiadały w ławkach po lewej stronie). Przez cały XIX wiek, główna linia podziału na lewicę i prawicy we Francji, przebiegała między zwolennikami Republiki i monarchistami. Z prawicą wiązani byli z legitymistami przedstawiającymi skrajne poglądy kontrrewolucyjne i orleanistami, przedstawiającymi nadzieję na utworzenie nowoczesnej monarchii konstytucyjnej, z wybraną w wyborach gałęzią królewską, postulaty orleanistów po części realizowane były po rewolucji lipcowej w 1830 roku. Republikanie, nazywający sami siebie radykałami, dążyli do utworzenia Demokratycznej Republiki Socjalnej (la République démocratique et sociale), radykalizm uważany jest za początek francuskiego ruchu robotniczego. W 1848 roku doszło do pierwszego w historii kraju powstania robotniczego zwanego jako „Dni czerwcowe”, rewolucja lutowa skutkowała wprowadzeniem ustroju republikańskiego, doprowadzając przy tym do radykalizacji społeczeństwa i podziału lewicy francuskiej.
Po zamachu Napoleona III w 1851 roku, ustanowiono II Cesarstwo, lewica została wykluczona z areny politycznej i skupiła się na organizacji pracowników. Ruch robotniczy nie był skupiony według jednej ideologii, marksiści rywalizowali z radykałami i utopijnymi socjalistami na czele z Augustem Comte i Charlesem Fourierem. Socjalizm połączony z wczesno jakobińskimi ideałami radykalnego republikanizmu lawirował między demokratyzmem, antyklerykalizmem (opozycja wobec roli Kościoła w kontrolowaniu francuskiego życia społecznego i kulturalnego) i gospodarką socjalistyczną, idee te stały się stopniowo fundamentami francuskiej lewicy. Większość praktykujących katolików z wiejskich regionów nadal głosowało na konserwatystów, natomiast ludność obszarów najbardziej otwartych na idee Wolności, Równości, Sprawiedliwości w czasie rewolucji z 1789 głosowała na socjalistów.

## XIX wiek
Paryż przez cały XIX wiek był uważany za miejsce narodzin ruchów powstańczych i nieformalną stolicę europejskich rewolucjonistów. Po rewolucji francuskiej z 1789 roku i okresie I Cesarstwa Francuskiego doszło do „restauracji burbońskiej” w wyniku której do władzy powróciła obalona w wyniku rewolucji dynastia Burbonów. Biały terror ze strony rojalistów uderzył w lewicę, wśród monarchistów doszło jednak do rozłamów, przeciwko władzy absolutnej występowali umiarkowani legitymiści, co ostatecznie doprowadziło do upadku rządów Karola X. W lipcu 1830 roku wybuchła kolejna francuska rewolucja. Rewolucjonistom udało się udaremnić próbę powrotu do Ancien régime zapoczątkowaną przez Karola X. W wyniku rewolucji udało się wprowadzić monarchię konstytucyjną nazwaną monarchią lipcową. Nowym władcom Francji został Ludwik Filip I.

### Monarchia lipcowa

Eugène Delacroix, Wolność wiodąca lud na barykady, 1830

Monarchia lipcowa została podzielona na zwolenników monarchii konstytucyjnej, opartej na parlamentaryzmie jak i zwolenników Ancien régime. Opozycję wobec ówczesnej prawicy (legitymiści) stanowiła lewica, republikanie i socjaliści. Ruch lojalistyczny dzielił się na konserwatywną, centroprawice Parti de la Resistance oraz uważaną w tym okresie za centrolewicową Parti du Mouvement. Lewicowa opozycja czyli republikanie i socjaliści, żądali reform społecznych i politycznych, w tym wyborów powszechnych i prawa pracy (droit du travail). Parti di Mouvement popierała „narodowościowość” ludów całej Europy, dążąc do przemian różnych imperiów w celu utworzenia państw narodowych. Poglądy na temat narodów, rozwinęła konserwatywno-monarchistyczna partia Le National która wspierała monarchie europejskie które miały stopniowo stawać się państwami narodowymi. Organem prasowym Le National był „Journal des débats”.
Za rządów monarchii lipcowej, w 1841 roku, zakazano pracy dzieci do ósmego roku życia oraz pracy w godzinach nocnych, dzieci mających mniej niż 13 lat. Prawo w praktyce nie zostało jednak wdrożone. W tym okresie wiele ruchów chrześcijańskich dążyło do „charytatywnej gospodarki”, a popularność zdobywały idee socjalizmu, w szczególności utopijny filozofowie tacy jak Saint-Simon czy Charles Fourier. Innymi myślicielami socjalistycznymi tego okresu Louis Auguste Blanqui i twórca mutualizmu Pierre Joseph Proudhon. Do Paryża, w 1843 roku przyjechał Karol Marks, gdzie spotkał się z mieszkającym tam wcześniej Fryderykiem Engelsem.
Marks przybył do Paryża, w celu współpracy z niemieckim rewolucjonistą, Arnoldem Ruge, dziennikarzem pisma Deutsch–Französische Jahrbücher. Na miejscu obydwaj filozofowie nawiązali kontakt z Engelsem, który przedstawił im swoją pracę „Położenie klasy robotniczej w Anglii”. Marks uczestniczył w działalności Bund der Gerechten (Liga Sprawiedliwych), tajnego stowarzyszenia założone przez niemieckich robotników w Paryżu w 1836 roku. Bund der Gerechten opierala się w dużej mierze na poglądach rewolucjonisty François Noël Babeufa, zwanych babuwizmem. Liga Sprawiedliwych wywodziła się bezpośrednio z założonej dwa lata wcześniej, Bund der Geaechteten. Grupa ta prowadzona była przez niemieckich emigrantów na czele z Theodorem Schusterem i Wilhelmem Weitlingiem. Schusterr opierał swoje poglądy na poglądach włoskiego socjalisty Philippe Buonarrotiego. Liga współpracowała z ruchem karbonariuszy, a jej bezpośrednim celem było utworzenie na terenie krajów niemieckich „Republiki Socjalnej”, szanującą zasady wolności, równości i cnót obywatelskich.
Liga uczestniczyła w powstaniu blankistów w maju 1839 roku w Paryżu. Po stłumieniu buntu, wielu jej działaczy zostało wydalonych a Liga przeniosła swą siedzibę do Londynu, gdzie przekształciła się w Związek Komunistów.
W wolnym czasie, Marks studiował dzieła Proudhona, którego miał później skrytykować w dziele „Nędza filozofii” (1847). Marks rozwinął teorię alienacji w rękopisach ekonomiczno-filozoficzne z 1844 r, wydanych już po jego śmierciach jak również w pracy „Ideologia niemiecka”, w drugiej pracy, skupiając się w dużej mierze na krytyce młodoheglistów. Marks opierając się na ideach Fryderyka Hegla i Adama Smitha, opracował teorię walki klas, przyjętą następnie przez wielu paryskich socjalistów. W dniu 21 lutego 1848 roku, Marks wydał Manifest Ligi Komunistycznej, nazwany później Manifestem Komunistycznym, miało to miejsce trzy dni przed ogłoszeniem II Republiki. Marks został aresztowany i wydalony do Belgii. Wkrótce nowe władze francuskie, zaprosiły go ponownie do Paryża, gdzie był świadkiem robotniczego powstania nazwanego jako Dni czerwcowe.

### Rewolucja 1848 roku i II Republika
Rewolucja lutowa obaliła monarchię lipcową, zastępując ją II Republiką, istniejącą w latach 1848-1852. W czasie dni czerwcowych, wydany został manifest la République sociale et démocratique. Republika upadła jednak gdy w dniu 2 grudnia 1851 roku, Ludwik Napoleon Bonaparte dokonał zamachu wprowadzając w następnym roku II Cesarstwo (1852–1870). W okresie II Republiki wprowadzono powszechne wybory dla mężczyzn, a w dniu 27 kwietnia 1848 roku Victor Schœlcher zniósł powszechne w koloniach niewolnictwo. Rząd republikański umacniał także prawa pracownicze. Socjalista Louis Blanc stał na czele grupy parlamentarnej mającej zreorganizować system organizacji pracy, organizując między innymi pomoc bezrobotnym. II Republika była miejscem napięć między prawicowymi orleanistami oraz liberałami a lewicowymi radykałami, republikanami i socjalistami. W grudniu 1848 roku odbyły się pierwsze w miarę demokratyczne wybory prezydenckie, lewica została podzielona na czterech kandydatów, zostali nimi Alphonse de Lamartine, Louis-Eugène Cavaignac, trzecim kandydatem był centrolewicowiec i republikanin Alexandre Ledru-Rollin, czwarty był natomiast socjalista François-Vincent Raspail. Zarówno Raspail i Lamartine uzyskali mniej niż jeden procent poparcia. Cavaignac zdobył prawie 20%. Niespodziewanie wybory wygrał książę Ludwik Napoleon Bonaparte, uzyskując prawie 75% głosów, wybory okazały się klęską dla socjalistów i republikanów.

### II Cesarstwo
Po wygranej w grudniu 1848 roku, Louis Napoleon Bonaparte przejął pełnię władzy w wyniku zamachu stanu przeprowadzonego w 1851 roku. Po zamachu, ogłosił się cesarzem i powołał II Cesarstwo. Wielu działaczy lewicy zostało zesłanych do Londynu, gdzie w 1864 roku powołali Międzynarodowe Stowarzyszenie Robotników (I Międzynarodówkę).

## Od Komuny Paryskiej po I wojnę światową
Po Komunie Paryskiej w 1871 roku, francuska lewica została osłabiona na blisko dziesięć lat. Do 1880 roku nie ogłoszono amnestii dla komunardów, represjonowanych przez rząd Louisa Adolpha Thiersa. Według historyka Benedicta Andersona około 20.000 komunardów i ich sympatyków zostało zamordowanych w czasie krwawego tygodnia, to liczba przewyższająca terror jakobiński z lat 1793-94 oraz liczbę ofiar ostatniej wojny. 7.500 komunardów aresztowano a następnie wywieziono do odległych kolonii, takich jak Nowa Kaledonia. Tysiące uczestników Komuny i działaczy robotniczych spoza Paryża uciekło do Belgii, Anglii, Włoch, Hiszpanii i Stanów Zjednoczonych. W 1872 roku, wprowadzono surowe restrykcje, w praktyce zakazujące działalności organizacji lewicowych. W 1880 roku przeprowadzono amnestię dla wygnanych i więzionych komunardów. Amnestia była spowodowana między innymi po odwilżowym zaangażowaniem części nowych władz i artystów (Arthur Rimbaud, Camille Pissarro, Gustave Courbet) III Republiki w działanie Komuny.
W lutym 1871, wybory parlamentarne wygrali orleaniści i legitymiści, republikanie odnieśli sukces w wyborach 1876 roku, zdobywali wówczas większość w Izbie Deputowanych. Zwycięstwo republikanów w 1876 roku, uznaje się za narodziny pierwszego centrolewicowego rządu w historii III Republiki. W okresie rządów republikańskich doszło do kilku kryzysów politycznych takich jak wzrost popularności reakcyjnego ugrupowania bulanżystów i mająca wyraźny podtekst antysemicki, podsycana przez prawicę afera Dreyfusa. Głównymi siłami politycznym na lewicy były Républicains opportunistes i założona w 1901 roku Parti républicain, radical et radical-socialiste, lata 80. XIX wieku były też okresem narodzin wielu mniejszych partii i organizacji o profilu socjalistycznym. Socjaliści odnieśli kilka sukcesów w czasie kampanii samorządowej w 1880 roku, lewicowe władze lokalne i ich prospołeczne działania zostały później nazwane jako „komunalny socjalizm”.
W 1894 roku, republikański rząd Waldeck-Rousseau, zalegalizował związki zawodowe, umożliwiając utworzenie największego francuskiego związku, Confédération générale du travail (Powszechna Konfederacja Pracy, CGT). W 1902 roku, liczba związkowców CGT przekroczyła ponad 100.000, związek pod przywództwem Victora Griffuelhes i Émila Pouget (1901-1908) wchłonął mniejsze ruchy anarchosyndykalistyczne.

### Républicains opportunistes
Do początku XX wieku, większa część francuskiej lewicy związana była z ruchem republikańskim. „Oportuniści” uważali że ustrój republikański, musi być kształtowany w kilku odrębnych etapach. Kierunek ten zdominował francuską politykę w latach od 1876 do 1890 roku. Czołowymi działaczami republikańskimi tego okresu był premier Léon Gambetta z Unii Republikańskiej, lider Lewicy Republikańskiej oraz twórca edukacji świeckiej w III Republice Jules Ferry, kilkukrotny premier Charles de Freycinet a także Jules Favre, Jules Grévy i Jules Simon. Gambeta i republikanie, byli przeciwnikami kolonializmu oraz dążyli do rewanżu na nowo powstałym Cesarstwie Niemieckim. Z ruchu „oportunistów” oderwała się Partia Radykałów, Republikanów i Radykalnych Socjalistów, której celem było przeprowadzenia reform społecznych.
W 1879 roku, Paul Brousse założył pierwszą w historii Francji partię socjalistyczną pod nazwą Federacja Socjalistycznych Pracowników Francji (Fédération des travailleurs socialistes de France, FTSF). Partia w przeciwieństwie od wielu europejskich odpowiedniczek, domagała się stopniowych reform, ruch zapoczątkowany przez FTSF określany był jako posybilizm. W tym samym czasie, Édouard Vaillant i zwolennicy blankizmu utworzyli Centralny Komitet Rewolucyjny, mający kontynuować francuskie tradycje rewolucyjne. Jules Guesde i Paul Lafargue opuścili FTSF i w 1880 roku założyli Francuską Partię Robotniczą (Parti ouvrier français, POF), uważaną za pierwszą partię marksistowską we Francji.

### Ruch anarchistyczny i propaganda czynem
Część francuskiego ruchu anarchistycznego, z siedzibą w Szwajcarii, propagowała teorie propagandy czynem. Bakunin i inni anarchiści w czasie kongresu w Hadze w 1872 roku, zostali wydaleni z Międzynarodowego Stowarzyszenia Robotników, przez zwolenników Karola Marksa. Bakuniniści utworzyli Federacje Jurajską, która opowiadała się za utworzeniem „Międzynarodówki Antyautorytarnej”. Nowa Międzynarodówka została założona w szwajcarskiej miejscowości, Saint-Imier. Organizacja składała się z kilku niezależnych od siebie grup włoskich, hiszpańskich, belgijskich, amerykańskich, francuskich i szwajcarskich. Działacze Międzynarodówki Antyautorytarnej, sprzeciwiali się mającej ich zdaniem kontroli Karola Marksa nad Radą Centralną oraz centralnym planowaniem nad krajowymi sekcjami Międzynarodowego Stowarzyszenia Robotników, opowiadając się za autonomią dla wszystkich sekcji krajowych.
W grudniu 1893 roku, anarchista Auguste Vaillant rzucił bombę w Zgromadzeniu Narodowym, raniąc jednego parlamentarzystę. Rząd republikański szybko zareagował, ogłaszając dwa dni później „scélérates Lois”, poważnie ograniczając wolność słowa. Ustawa umożliwiała bowiem szeroką cenzurę prasy, potępiała osoby (umożliwiając ich areszt) pośrednio zaangażowane w propagandę czynem a nawet każdą osobę lub gazetę, odwołującą się do anarchizmu (co za tym idzie, wolnościowych socjalistów wchodzących w skład Międzynarodowego Stowarzyszenia Robotników (IWA)). Ustawa przyczyniła się do osłabnięcia ruchu anarchistycznego oraz antymilitarnego. W 1894 w odpowiedzi na represje, doszło do kolejnego zamachu, tym razem na prezydenta Marie François Sadi Carnota, za zamachem stał włoski anarchista Santo Caserio, fala zamieszek która ogarnęła Francję po zamachu, przyczyniła się do kolejnej serii aresztowań działaczy anarchistycznych.
Po tych wydarzeniach, Wielka Brytania po raz kolejny stała się miejscem schronienia dla uchodźców politycznych a w szczególności anarchistów. Wielka Brytania była ostoją dla wielu działaczy anarchistycznych, którzy nie mieli nic wspólnego z zamachami a mimo to musieli uciekać ze swych rodzimych krajów, po represjach między 1892 a 1895 rokiem. Najbardziej znanymi anarchistami którzy znaleźli schronienie w Wielkiej Brytanii byli Louise Michel, Émile Pouget i Charles Matato. Wielka Brytania w latach 90. XIX wieku, stała się kolejnym miejscem zaostrzenia represji wobec anarchistów, co utrudniło konsolidacje międzynarodowych środowisk anarchistycznych. Kilkaset osób związanych z ruchem anarchistycznym zdecydowało się jednak pozostać za granicą, z czasem Brytyjczycy zaostrzyli prawo azylu, uważane za jedną z narodowych tradycji kraju. Wielu z działaczy, wróciło do Francji w lutym 1895 roku po amnestii ogłoszonej przez prezydenta Felixa Faure.
Z czasem, wiele czołowych postaci w ruchu anarchistycznym, w tym Piotr Kropotkin, zaczęło się dystansować od „propagandy czynem”, który został uznany przez nich za powód represji wobec całego ruchu robotniczego, nieproporcjonalny do skali pojedynczych przypadków „propagandy”. Szybki rozwój anarchosyndykalizmu, umożliwił skupienie się anarchistów na ruchu związkowym, który potępiał akty anarchistycznej przemocy.

### Przełom XIX i XX wieku
Anarchosyndykalistyczny, zdecentralizowany związek zawodowy Fédération des Bourses du Travail został założony w 1892 roku. Trzy lata później, połączył się z innymi związkami zawodowymi, tworząc zdominowany przez anarchosyndykalistów aż do okresu I wojny światowej, Confédération générale du travail (CGT). Otwarcie związków zawodowych nastąpiło gdy w 1894 roku, premier Pierre-Marie-René Waldeck-Rousseau, zalegalizował związki pracowników i pracodawców.
Sprawa Alfreda Dreyfusa, podzieliła Francję na dwa przeciwstawne obozy, prawicowy (Charles Maurras) popierany przez armię i lewicowy (Émile Zola, Georges Clemenceau). Sprawa Dreyfusa przyczyniła się do narodzin nowoczesnego intelektualizmu zaangażowanego w politykę, podczas gdy nacjonalizm, wcześniej kojarzony głównie z liberalnym nacjonalizmem obywatelskim, przybrał cechy nacjonalizmu etnicznego. Lewica podzieliła się między radykalnych republikanów i socjalistów będących zwolennikami jego marksistowskiej interpretacji bądź tradycji rewolucyjnego syndykalizmu.
W 1896, francuscy socjaliści przejęli kontrolę nad 157 radami miejskimi. Wprowadzając publiczne łaźnie, parki, fundusze strajkowe, pomocy prawną, posiłki w szkole i żłobki.
W 1880 roku, socjaliści odnieśli pierwszy wyborczy sukces, wygrywając wybory na terenie niektórych gmin. Jean Alleman i niektórzy członkowie FTSF skrytykowali nacisk niektórych kręgów socjalistycznych na cele wyborcze. W 1890 roku, utworzyli Socjalistyczną Rewolucyjną Partię Robotniczą (Parti ouvrier Socialiste Revolutionnaire, POSR), która domagała się walki politycznej realizowanej poprzez strajki generalne. W 1899 roku w grupach socjalistycznych wybuchła debata na temat udziału Aleksandra Milleranda w rządzie Waldecka-Rossueau, w skład którego obok radykałów wchodził między innymi odpowiedzialny za krwawe represje wobec Komuny Paryskiej, Gaston Alexandre Auguste.
W 1902 roku, działacze Francuskiej Partii Robotniczej (POF), Jules’a Guesde utworzyli Socjalistyczną Partię Francji (Parti socialiste de France, PSF). W 1905 roku z inicjatywy Drugiej Międzynarodówki, PSF połączyła się z Parti socialiste français Jeana Jaurèsa, tworząc Oddział Francuski Międzynarodówki Robotniczej (SFIO). W 1920 roku, frakcja wewnątrzpartyjna, na czele z Marcelem Cachinem doprowadziła do rozłamu i utworzyła Francuską Sekcję Międzynarodówki Komunistycznej, przejmując socjalistyczną gazetę L’Humanité. Przeciwnikami SFIO po lewej stronie byli radykałowie i rewolucyjni syndykaliści którzy zdominowali związki zawodowe. W czasie IX Kongresu CGT, przyjęto uchwałę o nazwie Charte d’Amiens, która deklarowała autonomię związków zawodowych od sfery politycznej, głosząc przy tym rewolucyjne postulaty syndykalistyczne.

## Po I wojnie światowej, rozłam na reformistów i rewolucjonistów
Po zakończeniu I wojny światowej, we Francji nastąpił wyż demograficzny, na liczebności zyskała populacja miejska. W trakcie wojny, wśród dużej części społeczeństwa wzrosło zainteresowanie wartościami pacyfistycznymi, których propagatorem był działający w tym okresie Henri Barbusse, którego powieść Ogień wywołała duże kontrowersje, jednocześnie zdobywając dużą rzesze czytelników. Wielu weteranów wojennych, takich jak Vaillant Couturier, uczestniczyło w budowaniu francuskiego ruchu komunistycznego. Rewolucja rosyjska podniosła nadzieję ruchu robotniczego, (Romains Jules okrzyknął rewolucję jako „grande lueur venue de l’Est” – „wielkie światło przychodzi ze wschodu”). Wszystkie te czynniki odegrały dużą rolę we wzroście poparcia dla lewicy. Po przeciwnej stronie, konserwatyści grając na strachu przed nieuchronną rewolucją bolszewicką we Francji, odnieśli zwycięstwo w wyborach 1919 roku.
Kontekst rewolucji rosyjskiej, przyniósł nowy podział francuskiej rewolucji. W 1920 roku część działaczy SFIO (w tym Boris Souvarine, Fernand Loriot), postanowiło przyłączyć się do III Międzynarodówki, tworząc SFIC (zalążek przyszłej Francuskiej Partii Komunistycznej), Léon Blum i inni reformatorzy kontynuowali działalność w SFIO. SFIC opowiadał się przeciw sojuszowi lewicy z partiami burżuazyjnymi, krytykując Cartel des Gauches („Kartel Lewicy”, czyli blok SFIO i Partii Radykalno-Socjalistycznej), który wygrał wybory w 1924 roku.
Po śmierci Lenina w 1924 roku, SFIC uległa radykalizacji, z partii wydalono wielu założycieli partii takich jak Boris Souvarine, rewolucyjnych syndykalistów na czele z Pierre’em Monatem oraz trockistowskich intelektualistów w tym Alfreda Rosmera i Pierre Navilla. W rezultacie z liczącej 110.000 członków partii, w 1933 roku SFIC liczyła zaledwie 30.000. W tym samym czasie, SFIC organizowała akcje wspierające ruch antykolonialny, popierając berberyjskich rebeliantów i ich lidera Abd al-Karima, w 1931 roku komuniści zorganizowali w Paryżu wystawę antykolonialną. Partia Komunistyczna była wówczas podziwiana przez wielu surrealistów (André Breton, Louis Aragon, Paul Éluard), filozof Paul Nizan był członkiem partii.
SFIO sprzymierzyła się z Partią Radykalno-Socjalistyczną, co pozwoliło odnieść jej zwycięstwo w wyborach parlamentarnych w 1924 roku.

## Lata 30.
Krach na Wall Strett w 1929 roku i wielki kryzys, doprowadził do debat wewnątrz SFIO. Marcel Déat i Adrien Maquet utworzyli wewnątrzpartyjną tendencje neosocjalistyczną, a w listopadzie 1933 roku zostali wykluczeni z partii. Innym skrzydłem był Ruch Nonkonformistyczny, który w walce z kryzysem odrzucał zarówno liberalizm klasyczny i interwencjonizm państwowy. Na lewym skrzydle SFIO, powstała Bataille socialiste (Walka Socjalistyczna) i Gauche révolutionnaire (Lewica Rewolucyjna). Nieformalnym liderem skrajnie lewicowego skrzydła SFIO był Marceau Pivert. W czerwcu 1934 roku, zwolennicy Lwa Trockiego zapoczątkowali tzw. francuski zwrot, czyli strategię entryzmu wewnątrz SFIO. Politykę tę wspierał Raymond Molinier, sprzeciwiał się jej natomiast Pierre Naville.
W 1932 roku po raz kolejny, wspólny blok SFIO i Partii Radykalno-Socjalistycznej wygrał wybory. Lider bloku, Daladier został zmuszony do rezygnacji po skrajnie prawicowych zamieszkach 6 lutego 1934, które przez francuską lewicę okrzyknięte zostały jako próba faszystowskiego zamachu stanu. Zamieszki doprowadziły do utworzenia francuskiego ruchu antyfaszystowskiego, komuniści i socjaliści razem z innymi siłami lewicy zawiązali Comité de vigilance des intellectuels antifascistes (CVIA). W lipcu 1935 Francuska Partia Komunistyczna (PCF) podpisała z SFIO pakt o jedności działania. Polityka ta zyskała też poparcie ze strony Międzynarodówki Komunistycznej, która w tym okresie popierała antyfaszystowskie sojusze partii socjalistycznych i komunistycznych. Lider PCF Maurice Thorez, stopniowo porzucił internacjonalistyczne pozycje poprzedników przechodząc w kierunku pozycji patriotycznych.
Sojusz socjalistów i komunistów, pod nazwą Front Ludowy, odniósł zwycięstwo w wyborach 3 maja 1936, premierem nowego lewicowego rządu został Léon Blum. Wielu działających w SFIO trockistów, odeszło z partii, 600 działaczy kontynuowała działalność wewnątrz partii. Sojusz między dwiema partiami marksistowskimi (reformatorski SFIO i rewolucyjny PCF) był punktem odniesienia dla szeroko rozumianej lewicy, począwszy od socjaldemokratów po anarchistów, którzy sprzeciwiali się rodzącemu ruchowi faszystowskiemu.
Rząd Frontu Ludowego składał się z ministrów radykalnych i socjalistycznych, sama PCF nie weszła w skład rządu lecz go popierała. 8 czerwca 1936 roku uchwalono nowe przepisy, ustanawiające 40 godzinny tydzień pracy. Front Ludowy podjął działania przeciwko pozaparlamentarnymi organizacjami faszystowskimi, delegalizując część z nich, w tym ekstremistyczną Croix-de-feu. W odpowiedzi organizacja terrorystyczna La Cagoule podjęła szereg zamachów przeciwko przedstawicielom lewicy, organizacja została rozbita w 1937 roku. Minister Roger Salengro, po nieustających atakach skrajnie prawicowej prasy popełnił samobójstwo. Samemu Blumowi, ze względu na pochodzenie żydowskie, groził śmiercią lider Akcji Francuskiej, Charles Maurras.
W 1938 roku, przedstawiciele tendencji Gauche révolutionnaire (Lewica Rewolucyjna) wewnątrz SFIO, opuścili partię i wraz z luksemburgistami (René Lefeuvre) utworzyli Partię Socjalistyczną Robotników i Chłopów (Parti socialiste ouvrier et paysan, PSOP).

## Po II wojnie światowej
Po zakończeniu II wojny światowej, SFIO pod przywództwem Guya Molleta (1946-1969), przyjęła reformistyczną, postawę socjaldemokratyczną w większość członków SFIO poparła wojny kolonialne, z kolei PCF, cieszyła się dużą popularnością, ze względu na aktywną rolę w ruchu oporu. Dotychczas dominujący w ruchu związkowym CGT, uległ podziałom. W 1945 powstała Fédération anarchiste a w 1946 roku, anarchosyndykaliści utworzyli związek zawodowy Confédération nationale du travail (CNT). Działający w latach 1944–1946 Tymczasowy Rząd Republiki Francuskiej, dwukrotnie na stanowisko przewodniczącego rady wybrał polityków SFIO (Felix Gouin i Leon Blum), rząd mimo krótkotrwałego działania zjednoczył większość organizacji francuskiego ruchu oporu. Po raz pierwszy w historii Francji, wprowadzono powszechne prawo wyborcze dla kobiet, 11 października 1946 roku ustanowiono medycynę pracy.
Socjalistyczny premier Paul Ramadier kontynuował dotychczasową polityką rządów prawicowych, kontynuował walki z powstańcami na Madagaskarze, Ramadier zaakceptował warunki Planu Marshalla i wykluczył z rządu pięciu komunistycznych ministrów (wśród nich wicepremiera, Maurice Thoreza, lidera PCF). Polityka Ramadiera położyła kres powojennym rządom koalicyjnym PCF, SFIO i centroprawicowej MRP. Minister spraw wewnętrznych Jules Moch, ponownie zorganizował „Compagnies républicaines de sécurité”, które uczestniczyły w stłumieniu wywołanego przez anarchistów i trockistów, buntu w fabryce Renault w Boulogne-Billancourt. Represje rządu koalicyjnego doprowadziła do rozłamu w CGT i powstaniu w kwietniu 1948 roku Confédération Générale du Travail – Force Ouvrière.
Dotychczasowy sojusz PCF, SFIO i MRP w 1947 został zastąpiony przez koalicję SFIO, MRP, mniejszych partii centroprawicowych i centrowych, wspieranych później przez Narodowe Centrum Niezależnych i Chłopów. W opozycji pozostawali natomiast komuniści i gaulliści.
Na skutek kryzysu w maju 1958 roku, władzę w kraju przejął Charles de Gaulle’a, co spotkało się z ostrą reakcją lewicy, która oskarżała de Gaulle’a o autorytarne zapędy. Nowy prawicowy rząd prowadził działania zbrojne w Algierii mające zniszczyć siły zbrojne lewicowo-wyzwoleńczego Frontu Wyzwolenia Narodowego. Po stronie dążącego do niepodległości Frontu opowiedziała się większość francuskiej lewicy. Działacze pacyfistyczni i antykolonialni opublikowali w 1960 w roku na łamach L'Express „Manifest 121”.